# Kriegerdenkmal Groß Schwarzlosen
Das Kriegerdenkmal Groß Schwarzlosen ist ein ehemals denkmalgeschütztes Kriegerdenkmal in der Ortschaft Groß Schwarzlosen des Ortsteils Lüderitz der Stadt Tangerhütte in Sachsen-Anhalt. Im örtlichen Denkmalverzeichnis war es unter der Erfassungsnummer 094 75958 als Baudenkmal verzeichnet.

## Allgemeines
Das Kriegerdenkmal in Groß Schwarzlosen befindet sich in der Kirchstraße auf dem Friedhofsgelände der Kirche des Ortes. Es handelt sich beim Kriegerdenkmal um eine aufgerichtete Granitplatte auf einem dreistufigen Sockel mit Verzierungen im oberen und einer Inschrift mit Namen im unteren Bereich.